# Kikker (voorwerp)

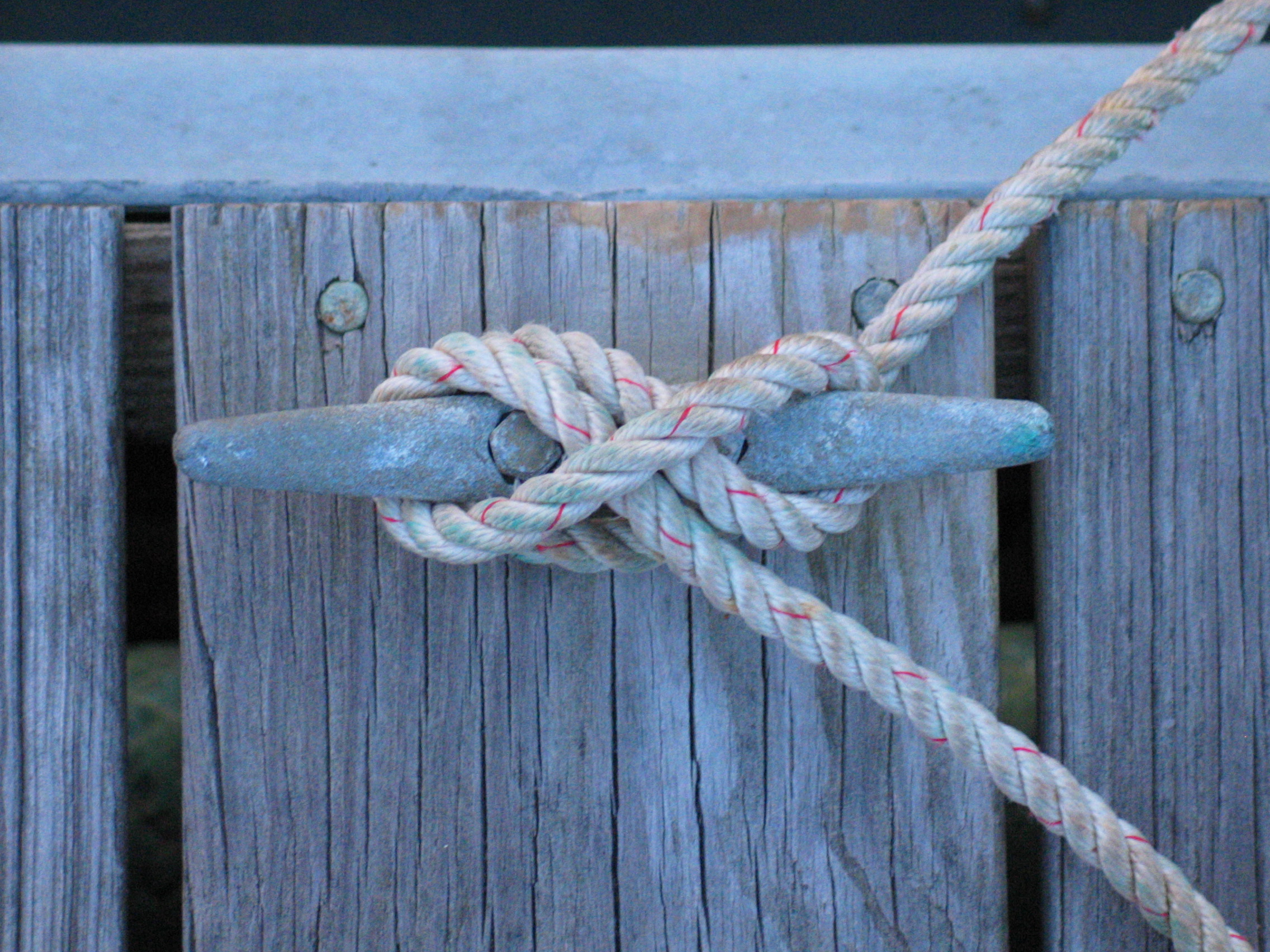
Kikker

Een kikker is een dubbele haak ter bevestiging van een lijn. Het is een klamp met twee uitsteeksels. 
Op zeilboten zitten kikkers om vallen en schoten te kunnen beleggen.
Een klamp met één uitsteeksel wordt in de zeilwereld wel een klemkikker genoemd.
In de wereld van de windmolens daarentegen noemt men een klamp met twee uitsteeksels een "kieft" (naar de kievit met zijn dubbele kuif).
Een klamp met een enkele haak wordt door molenaars een kikker genoemd.